# Frijoles quebrados
Los frijoles quebrados son una sopa que consiste en frijoles martajados (tradicionalmente en un metate) y sazonados con chile seco, cebolla, ajo, hoja de aguacate y comino.
Tradicionalmente se le agregan rajas, flores de garambullo o xoconostle (nopales), y también se puede aromatizar con epazote. Los frijoles, todavía secos, se «martajan», es decir, se muelen pero no hasta hacerse polvo, más bien se quiebran en trozos.
Los frijoles quebrados se pueden servir como caldo de primer plato, como guarnición para acompañar platos o para refirmar las gorditas. Se pueden usar frijoles gordos, negros, peruanos, amarillos... al gusto del comensal.
Son típicos de diversas regiones en el centro de México: la Mixteca poblana, Morelos, el valle del Mezquital, en Veracruz...

## Galería

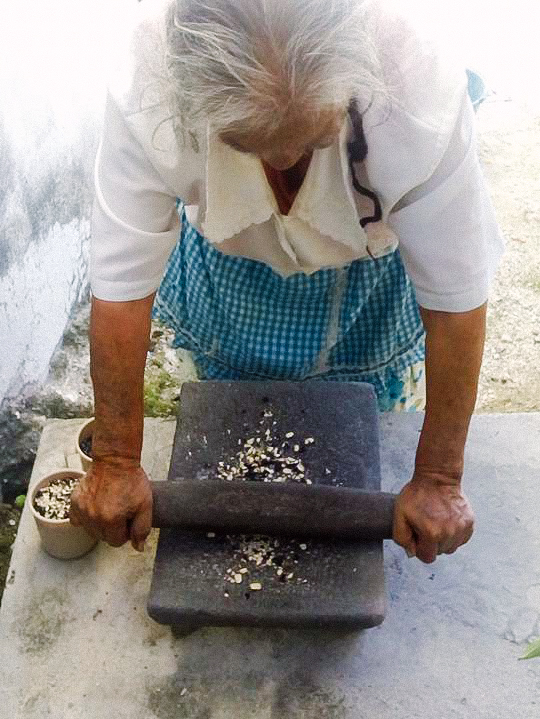
Tradicional molienda del frijol en metate.
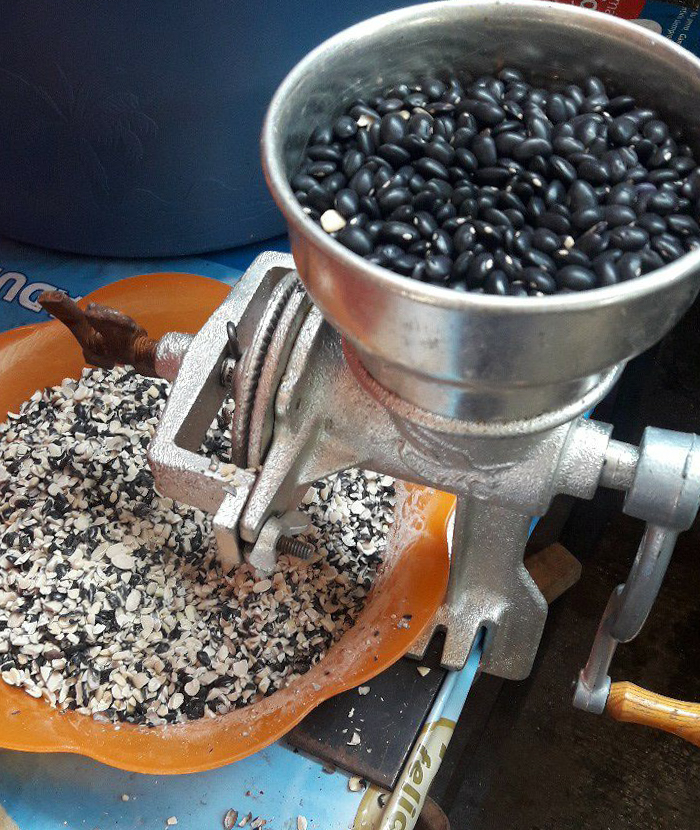
Otra forma de quebrar el frijol, con molinillo.